# Cherub
Cherub (hebrejsky כְּרוּב keruv; plurál כְּרוּבִים kruvim, odtud řecká zkomolenina a následné nesprávné pojmenování cherubín) je druh nebeské bytosti, andělů, o nichž se zmiňuje Bible především ve své starozákonní části. Slovo „cherub“ zřejmě pochází z babylónského slova karabu (akkadské kuribu, „požehnaný“, „prosperující“), které označuje služebníky bohů, kteří jim slouží jako rádcové a prostředníci. Někteří spojují vznik slova se slovem kirabu, jménem asyrského božstva v podobě okřídleného býka. Je možné, že ze slova vzniklo řecké γρύψ gryps (název bájného ptáka). V nejstarších starozákonních textech, především v některých žalmech, se objevuje archaické označení Boha jako toho, jenž „sedí na cherubech“ (יּושֶׁב הַכְּרוּבִים, jošev ha-kruvim) nebo jenž „jede na cherubu“ (רוֹכֵב עַל כְּרוּב, rochev al keruv).  V těchto případech cherubové představují Boží trůn či snad i jeho válečný vůz, tzv. merkavu.
|       | Hierarchie andělů podle Pseudo-Dionysia Areopagity              |                     |
| 9 8 7 | Serafové (lat. Seraphim) Cherubové (Cherubim) Trůny (Thronus)   | ANDĚLSKÁ HIERARCHIE |
| 6 5 4 | Panstva (Dominationes) Síly (Virtutes) Mocnosti (Potestates)    | ANDĚLSKÁ HIERARCHIE |
| 3 2 1 | Knížata (Principatus) Archandělé (Archangelus) Andělé (Angelus) | ANDĚLSKÁ HIERARCHIE |
|       |                                                                 |                     |
| 6 5 4 | Biskupové Kněží Jáhni                                           | CÍRKEVNÍ HIERARCHIE |
| 3 2 1 | Zasvěcené osoby Pokřtění křesťané Katechumeni                   | CÍRKEVNÍ HIERARCHIE |

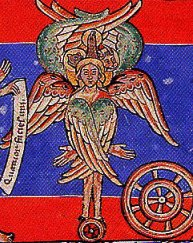
Cherub, středověké vyobrazení z Bible r. 1156

Bible obvykle popisuje cheruby jako okřídlené bytosti s lidskými a zvířecími charakteristikami. V knize Genesis chrání cherubové cestu ke stromu života na východ od Edenu s plamenným mečem.
Podle knihy Exodus byla zpodobení cherubů též na vnitřní plátěné pokrývce stanu setkávání a oponě oddělující nejsvětější část svatyně. Ve stanu setkávání a později i v Šalomounově chrámu chránily sochy dvou cherubů, kteří byli vytepáni z jednoho kusu zlata jako součást víka, archu úmluvy. Ta stála ve velesvatyni, kde přebývala Šechina - Boží přítomnost. Mojžíš na tomto místě hovořil s Bohem jako by s ním mluvil tváří v tvář, a i pozdější proroci, jako byl například Samuel, dosahovali nejvyšších úrovní mystické zkušenosti při „meditaci nad archou, která byla místem cherubů.“
Prorok Ezechiel popisuje vidění, v němž měli cherubové zvláštní vzhled – každý cherub měl čtyři tváře, nohy rovné s chodidly býčka  a na stranách těla měl křídla, pod nimiž bylo něco podobného lidské ruce. Cherubové se podle Ezechielovy vize neotáčeli, ale stáli přímo jako kola cherubského vozu.
Maimonides z deseti stupňů andělského stavu, přisuzuje cherubům deváté místo. I v křesťanské středověké teologii patří cherubové mezi nejvyšší řády v hierarchii andělů, společně se serafy. Křesťané v zobrazení cherubů se čtyřmi tvářemi spatřují čtyři evangelisty. Umění často zobrazuje cheruby jako děti, zvláště v podání renesančních sochařů a malířů, např. Raffaela.